# پختیک
 پختیک  یا پختک یکی از تنقلات و غذاهای قاین و شهر های اطراف آن است. در فصل پائیز و با شروع سرما چغندر قرمز یا چغندر قند را از زمین جمع آوری نموده و بخشی از آن را در دیگ می پختند و سپس آنها را در فضای آفتاب و روی حصیر خشک می کردندلبوی خشک شده یا چغندر پخته شده را داخل کیسه های پارچه نگهداری می کردندو در طول زمستان به عنوان غذا یا تنقلات استفاده می‌شد.

labooBeetroot

.

## توضیحات
1. ↑  محمد عجم. «آیین‌های یَلدایا شب چلّه بلندترین شب سال». مجله پارسی Pars Sea.